# Maray
Maray és un municipi francès, situat al departament del Loir i Cher i a la regió de Centre – Vall del Loira. L'any 2007 tenia 235 habitants.

## Demografia

### Població
El 2007 la població de fet de Maray era de 235 persones. Hi havia 104 famílies, de les quals 32 eren unipersonals (16 homes vivint sols i 16 dones vivint soles), 32 parelles sense fills, 28 parelles amb fills i 12 famílies monoparentals amb fills.
La població ha evolucionat segons el següent gràfic:
Habitants censats

### Habitatges
El 2007 hi havia 148 habitatges, 107 eren l'habitatge principal de la família, 24 eren segones residències i 17 estaven desocupats. 131 eren cases i 16 eren apartaments. Dels 107 habitatges principals, 79 estaven ocupats pels seus propietaris, 26 estaven llogats i ocupats pels llogaters i 2 estaven cedits a títol gratuït; 7 tenien dues cambres, 24 en tenien tres, 34 en tenien quatre i 42 en tenien cinc o més. 102 habitatges disposaven pel capbaix d'una plaça de pàrquing. A 47 habitatges hi havia un automòbil i a 54 n'hi havia dos o més.

### Piràmide de població
La piràmide de població per edats i sexe el 2009 era:
| Homes | Edats   | Dones |
| ----- | ------- | ----- |
| 0     | 95 o +  | 0     |
| 0     | 90 a 94 | 0     |
| 0     | 85 a 89 | 4     |
| 0     | 80 a 84 | 0     |
| 12    | 75 a 79 | 4     |
| 4     | 70 a 74 | 12    |
| 16    | 65 a 69 | 4     |
| 4     | 60 a 64 | 12    |
| 0     | 55 a 59 | 4     |
| 20    | 50 a 54 | 16    |
| 16    | 45 a 49 | 8     |
| 8     | 40 a 44 | 8     |
| 4     | 35 a 39 | 12    |
| 8     | 30 a 34 | 4     |
| 12    | 25 a 29 | 4     |
| 4     | 20 a 24 | 12    |
| 12    | 15 a 19 | 12    |
| 0     | 10 a 14 | 4     |
| 0     | 5 a 9   | 4     |
| 8     | 0 a 4   | 8     |

## Economia
El 2007 la població en edat de treballar era de 156 persones, 116 eren actives i 40 eren inactives. De les 116 persones actives 111 estaven ocupades (58 homes i 53 dones) i 5 estaven aturades (4 homes i 1 dona). De les 40 persones inactives 20 estaven jubilades, 6 estaven estudiant i 14 estaven classificades com a «altres inactius».

### Ingressos
El 2009 a Maray hi havia 110 unitats fiscals que integraven 243,5 persones, la mediana anual d'ingressos fiscals per persona era de 15.394 €.

### Activitats econòmiques
Dels 11 establiments que hi havia el 2007, 1 era d'una empresa extractiva, 1 d'una empresa de fabricació d'altres productes industrials, 4 d'empreses de construcció, 3 d'empreses de comerç i reparació d'automòbils, 1 d'una empresa d'hostatgeria i restauració i 1 d'una empresa d'informació i comunicació.
Dels 5 establiments de servei als particulars que hi havia el 2009, 1 era un taller de reparació d'automòbils i de material agrícola, 2 paletes, 1 fusteria i 1 electricista.
L'únic establiment comercial que hi havia el 2009 era una botiga de menys de 120 m².
L'any 2000 a Maray hi havia 17 explotacions agrícoles.

## Poblacions més properes
El següent diagrama mostra les poblacions més properes.